# Brazalote
En un barco, se llama brazalote a un pedazo de cabo de grueso proporcionado o de cable de alambre encapillado en el calcés de un palo, o fijo por un extremo en el penol de una verga y provisto en el otro de un motón, cuando esta va guarnida con braza doble. En el primer caso termina en un guardacabo de hierro para poder enganchar en él los aparejos reales, los de corona y otros, y en el segundo lleva como se ha dicho engazado un motón por el que laborea el cabo o tira que forma la braza doble.
También hay brazalotes en el cuello del palo de mesana para el retorno de las brazas de gavia, mas el uso de los primeros está proscrito en toda buena maniobra y por consecuencia excluido de los buques de guerra. 
Asimismo suele encontrarse escrito bracelete y también le denominan brazalete y en lo antiguo llamaban al de las vergas corona de braza, de boza, de braga o de brazalote.